# Hämophagozytische Lymphohistiozytose
Die Hämophagozytische Lymphohistiozytose (HLH), englische Synonyme hemophagocytic syndrome (HPS), reactive hemophagocytic syndrome (RHS), macrophage activation syndrome (MAS, deutsch Makrophagenaktivierungssyndrom) oder lymphohistiocytic syndrome (LHS), ist eine seltene, außerordentlich schwer verlaufende hyperinflammatorische Erkrankung des Immunsystems, welche durch hohes Fieber, Vergrößerung von Leber und Milz (Hepatosplenomegalie), seltener auch der Lymphknoten, Hautausschläge und Ergüsse in den Bauchraum (Aszites) oder den Brustkorb (Pleuraerguss) gekennzeichnet ist. Mit 30–50 % ist die Sterblichkeit sehr hoch.

## Einteilung
Die HLH wird in eine primäre und eine sekundäre Form unterschieden. Die primäre Form (Morbus Farquhar) stellt eine seltene, tödlich verlaufende heterogene Gruppe genetischer Erkrankungen dar. Sie tritt meist familiär, selten auch sporadisch auf. In der Regel beginnt sie schon im frühen Säuglingsalter. Die sekundäre, auch reaktiv genannte Form gilt als infekt- oder krankheitsassoziiert. Sie kann alle Altersgruppen betreffen und ist nicht erblich bedingt.

## Ursache
Für die primäre, erblich bedingte familiäre Verlaufsform wurden verschiedene Veränderungen des Erbgutes gefunden und dadurch die Familiäre Hämophagozytische Lymphohystiozytose (FHL) in mehrere Typen unterteilt. FHL1 ist an Veränderungen am Genort 9q21.3-q22 geknüpft. Bei der FHL2 liegt eine Mutation im PRF1-Gen vor, das für Perforin kodiert und auf dem Chromosom 10q22 liegt. FHL3 wird durch eine Mutation im UNC13D-Gen auf Chromosom 17q25.1 und FHL4 durch eine Mutation im Syntaxin-11-Gen auf Chromosom 6q24 verursacht.
Bei den sekundären Formen führt entweder eine Infektion mit Viren, Bakterien oder Parasiten, eine bösartige Entartung der blutbildenden Zellen (Leukämie) oder eine Autoimmunerkrankung (Rheumatoide Arthritis, Systemischer Lupus Erythematodes und andere) zu einer Aktivierung von T-Zellen und Makrophagen. Die Folge ist eine außergewöhnliche Steigerung der Produktion von Botenstoffen (Zytokinen), für die der Ausdruck Zytokinsturm geprägt wurde. Dadurch werden T-Helferzellen stimuliert und schütten vermehrt entzündungsfördernde Substanzen, vor allem Interferon-γ (IFN-γ) aus, welches wiederum eine Aktivierung und Vermehrung von Makrophagen in Knochenmark, Leber und Lymphknoten bewirkt. Dies geht mit einer erheblichen Überproduktion von makrophagentypischen Botenstoffen (Tumornekrosefaktor-α (TNF-α), Interleukin-6 und Ferritin) einher. Infolge der massiven Aktivierung tendieren die Makrophagen dazu, die körpereigenen weißen Blutzellen zu phagozytieren. Wodurch dieses Phänomen genau verursacht wird, ist allerdings noch nicht im Einzelnen bekannt. IFN-γ alleine führt in vitro nicht zu einer so ausgeprägten Phagozytose. 1985 wurde ein phagocytosis-inducing-factor (Phagozytose-induzierender-Faktor, PIF) beschrieben, der von einer Untergruppe der T-Helferzellen produziert wird.

## Symptome und Diagnose
| 1                                                  | Fieber                                               |
| 2                                                  | Splenomegalie                                        |
| 3                                                  | Zytopenie im peripheren Blut                         |
| 4                                                  | Hypertriglyceridämie und/oder Hypofibrinogenämie     |
| 5                                                  | Serum-Ferritin >500 ng/ml                            |
| 6                                                  | Lösliches CD25 > 2.500 U/ml                          |
| 7                                                  | Verminderte oder fehlende NK-Zell-Aktivität          |
| 8                                                  | Hämophagozytose im Knochenmark, ZNS oder Lymphknoten |
| † Mindestens 5 der 8 Kriterien müssen erfüllt sein |                                                      |

Leitsymptom der Hämophagozytischen Lymphohistiozytose ist über mehr als sieben Tage anhaltendes Fieber über 38,5 °C in Verbindung mit einer Vergrößerung der Milz (Splenomegalie). Als diagnostische Hauptkriterien sind außerdem verschiedene nur durch Laboruntersuchungen fassbare Veränderungen gefordert: Verringerung der Zellzahl von mindestens zwei der drei Zelllinien im Blut (Anämie, Neutropenie, Thrombopenie), Erhöhung der Blutfettwerte, Verringerung des Gerinnungsfaktors Fibrinogen im Blut sowie Nachweis der Hämophagozytose (Aufnahme und Verdauung von Blutzellen durch Makrophagen) im Knochenmark, der Milz oder den Lymphknoten. Klinische Begleitsymptome wie Lymphknotenvergrößerung, Gelbsucht (Ikterus), Ödeme und Hautausschläge gelten als sekundäre Kriterien. Ebenfalls zu den Nebenkriterien zählen Erhöhungen der Leberenzymwerte, Erhöhung des Eisenspeichereiweißes Ferritin, Verringerung der Gesamtmenge an Eiweiß im Blut (Hypoproteinämie) und eine Verminderung der Natriumkonzentration im Blut (Hyponatriämie). Bei Kindern wurde außerdem eine Beteiligung des Zentralnervensystems mit Nackensteifigkeit (Meningismus), Krampfanfällen, Zeichen eines erhöhten Hirndruckes (intrakranielle Drucksteigerung) und Erhöhung des Eiweißgehaltes im Hirnwasser (Liquor cerebrospinalis) beschrieben. Derartige Veränderungen wurden bei Erwachsenen bislang nicht festgestellt.

## Therapie
Die primäre Form ist durch eine Stammzelltransplantation zu heilen. Dadurch werden gesunde Vorläuferzellen des Immunsystems ohne den verursachenden Gendefekt übertragen und die fatale Makrophagen-Aktivierung bleibt aus.
Die  Food and Drug Administration (FDA) hat im November 2018 in den USA Emapalumab (Handelsname: Gamifant, Hersteller: Novimmune resp. neu seit Juli 2019 Swedish Orphan Biovitrum AB / Sobi) zur Behandlung pädiatrischer (neugeboren und älter) und erwachsener Patienten mit primärer HLH zugelassen, die eine refraktäre, rezidivierende oder progressive Erkrankung oder Unverträglichkeit gegenüber der konventionellen HLH-Therapie aufweisen. Diese Zulassung ist die erste spezifische für die Erkrankung HLH. Eine Zulassung für die EU steht noch aus.
Die Behandlung der sekundären HLH besteht selbstverständlich zuallererst in einer Therapie der Grunderkrankung (Infektion, Entartung der Blutbildung, Autoimmunerkrankung). Zur symptomatischen Behandlung wie auch der Behandlung der primären Form wurde 1994 erstmals ein einheitliches Therapieprotokoll eingeführt. Dazu gehört eine Anfangsbehandlung mit einem hochwirksamen Cortisonpräparat (Dexamethason) und dem zellwachstumshemmenden Stoff Etoposid, einem Zytostatikum, für zunächst acht Wochen. Ist die Hämophagozytose weiterhin aktiv, schließt sich eine Erhaltungstherapie mit Dexamethason-Pulsen, Etoposid und einem Immunsuppressivum, Cyclosporin A, an. Daneben wurden verschiedene andere erfolgreiche Behandlungsmethoden veröffentlicht. Gut wirksam waren in verschiedenen Fällen auch hochdosierte Immunglobulin-Gaben, allein oder in Kombination mit Steroiden. Auch eine Kombination von Cyclosporin A mit granulozytenkoloniestimulierendem Faktor (G-CSF) erwies sich als wirksam.
In Deutschland sind Informationen zu Diagnose und Therapie in der HLH Registry zusammengefasst. Federführend ist die HLHia-Zentrale an der Uniklinik Jena sowie das Nationale Studienzentrum pädiatrische HLH am Uniklinikum Hamburg-Eppendorf und das Centrum für Chronische Immundefizienz am Uniklinikum Freiburg.

## Prognose
Die Prognose von Patienten mit sekundärer Hämophagozytischen Lymphohistiozytose hängt entscheidend von der Grunderkrankung ab. In einer japanischen Studie lag die Sterblichkeit bei Patienten mit virusassoziiertem HLH mit 75 % deutlich höher als bei bösartiger Grunderkrankung mit einer Letalität von etwa 31 %.